# Нью-Кент (Вірджинія)
Нью-Кент (англ. New Kent) — переписна місцевість (CDP) в США, в окрузі Нью-Кент штату Вірджинія. Населення — 739 осіб (2020).

## Географія
Нью-Кент розташований за координатами 37°30′34″ пн. ш. 76°59′11″ зх. д. / 37.50944° пн. ш. 76.98639° зх. д. (37.509445, -76.986271).  За даними Бюро перепису населення США в 2010 році переписна місцевість мала площу 11,60 км², уся площа — суходіл.

## Демографія
Згідно з переписом 2010 року, у переписній місцевості мешкало 239 осіб у 83 домогосподарствах у складі 73 родин. Густота населення становила 21 особа/км².  Було 83 помешкання (7/км²).
Расовий склад населення:
| - 84,1 % — білих - 10,0 % — чорних або афроамериканців - 0,4 % — азіатів |

До двох чи більше рас належало 5,4 %. Частка іспаномовних становила 2,5 % від усіх жителів.
За віковим діапазоном населення розподілялося таким чином: 25,5 % — особи молодші 18 років, 66,1 % — особи у віці 18—64 років, 8,4 % — особи у віці 65 років та старші. Медіана віку мешканця становила 40,4 року. На 100 осіб жіночої статі у переписній місцевості припадало 115,3 чоловіків;  на 100 жінок у віці від 18 років та старших — 107,0 чоловіків також старших 18 років.
Цивільне працевлаштоване населення становило 172 особи. Основні галузі зайнятості: роздрібна торгівля — 23,3 %, мистецтво, розваги та відпочинок — 19,2 %, науковці, спеціалісти, менеджери — 18,0 %, виробництво — 17,4 %.